# California Joe Rivers
California Joe Rivers (ur. 28 lutego 1912 w Kerns) – amerykański bokser kategorii piórkowej.

## Kariera zawodowa
Jako zawodowiec oficjalnie zadebiutował 4 czerwca 1929 roku, przegrywając w debiucie przez techniczny nokaut w drugiej rundzie z Charlesem Washingtonem. Pierwsze zwycięstwo odniósł 6 lipca 1929 roku, pokonując w swoim drugim pojedynku Alvina Lewisa. 13 stycznia 1932 roku, pokonał na punkty miejscowego faworyta Franka Martina. W chwili pojedynku, Rivers miał na koncie 12. pojedynków, z czego tylko 4. zwycięstwa a Martin 45. zawodowych walk, z czego 37. zwycięstw.
Od 9 stycznia 1933 do 2 kwietnia 1934, Rivers odniósł dziewięć zwycięstw z rzędu, większość pojedynków wygrywając na punkty.
W późniejszym etapie kariery odniósł zwycięstwa nad takimi zawodnikami jak: Mike Belloise, Angus Smith oraz późniejszego pretendenta do mistrzostwa świata kategorii półśredniej Howarda Scotta, którego trzykrotnie doprowadził do liczenia przez sędziego, wygrywając ostatecznie na punkty.
2 marca 1937 zmierzył się z Henrym Armstrongiem, przyszłym mistrzem kategorii piórkowej oraz półśredniej. Walka zakończyła się porażką Riversa, który został poddany przez narożnik w czwartej rundzie. Ostatni zawodowy pojedynek stoczył 15 stycznia 1938 roku, odnosząc punktową porażkę z Kidem Moro.